# Albohazen Haly

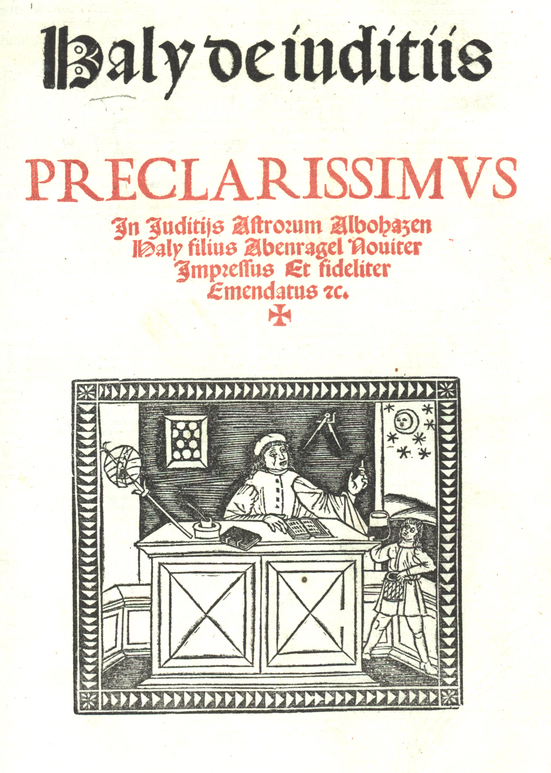
Libro complido en los judizios de las estrellas, 1523

Abū l-Ḥasan  al-Shaybānī, meglio conosciuto nell'Occidente latino come Abenragel o Albohazen Haly (in arabo أبو الحسن علي ابن أبي الرجال‎?; Tunisia, XI secolo – XI secolo), è stato un astrologo arabo.

## Biografia

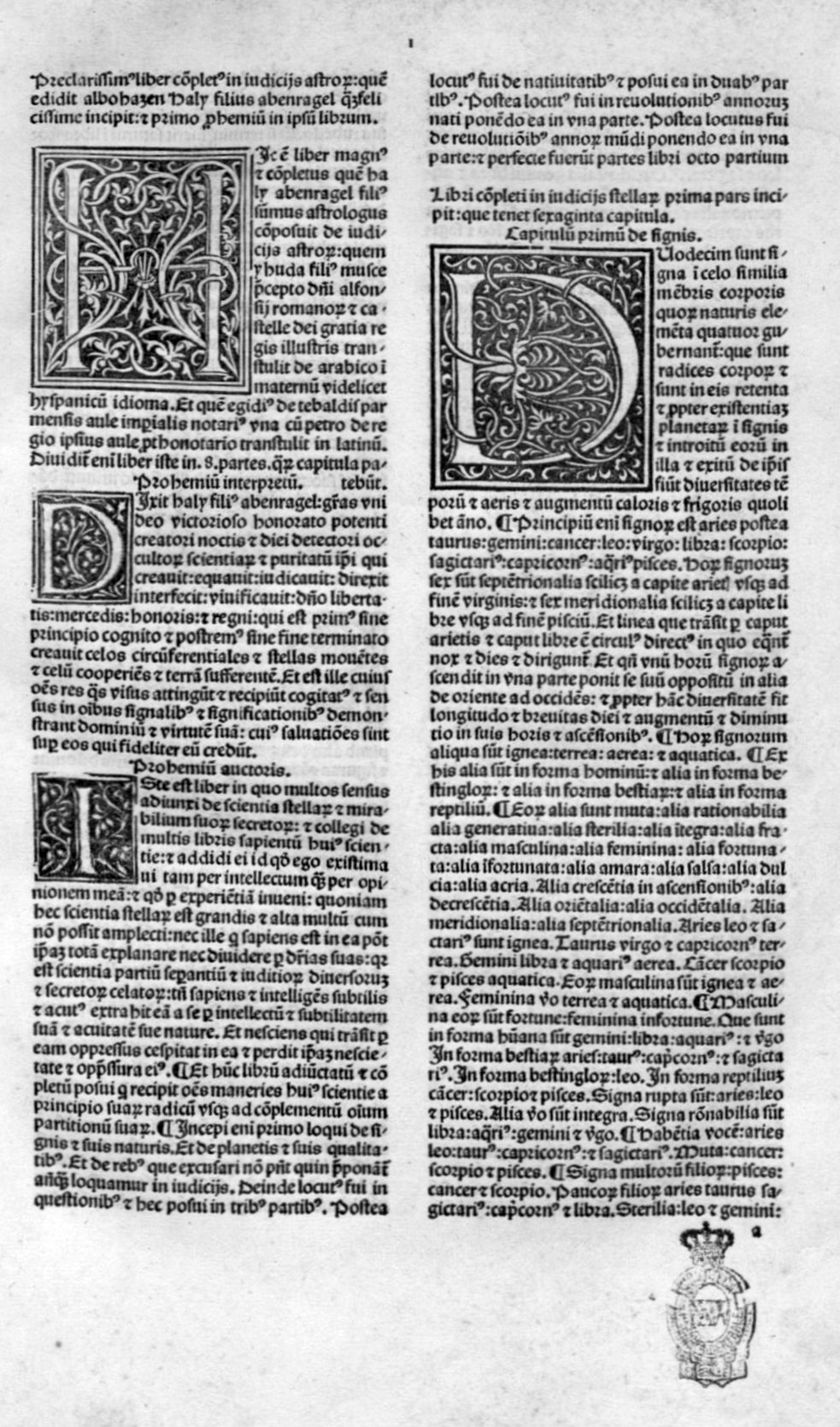
Preclarissimus liber completus in iudiciis astrorum (Kitāb al-bāri' fi akhām an-nujūm), 1485

Cortigiano dell'Emiro ziride al-Muʿizz b. Bādis (reg. 1016-1062), che tenne corte a Qayrawān fino al 1057, fu autore del Kitāb al-bāriʿ fī aḥkām al-nujūm, un ampio trattato astrologico in 8 volumi, contenente anche un'esauriente casistica e domande relative alla materia trattata, che fu tradotto in varie lingue d'Europa.
Una celebre traduzione del testo è il Libro complido en los judizios de las estrellas, in antico castigliano: fu compiuta nel XIII secolo da Yehuda ben Moshe, della Scuola di traduttori di Toledo, su committenza di Alfonso X il Saggio.

## Opere
- (LA) Preclarissimus liber completus in iudiciis astrorum [Kitāb al-bāri' fi akhām an-nujūm], Venezia, Erhard Ratdolt, 1485.